# 東山和子
東山 和子（ひがしやま かずこ）は日本の漫画家。女性。

## 作品一覧
- tactics（木下さくらと共作、「月刊コミックブレイドアヴァルス」連載）
- 少年AR（「コミックZERO-SUM」連載）
- バトル・リコレク（「クロフネZERO」掲載）
- 侵食Kiss（幻冬舎コミックス）
- 雲蒸竜変 Hot Spy Game!（幻冬舎コミックス）

### アンソロジー
- WALL FLOWER

| スタブアイコン | サブスタブ | この項目は、まだ閲覧者の調べものの参照としては役立たない、漫画家・漫画原作者に関連した書きかけの項目です。この項目を加筆・訂正などしてくださる協力者を求めています（P:漫画/PJ:漫画家）。 |